# Krystyna Nepomucka
Krystyna Nepomucka (ur. 31 marca 1920 w Warszawie, zm. 8 stycznia 2015 w Warszawie) – polska pisarka, autorka ponad 30 powieści i wielu artykułów.

## Życiorys

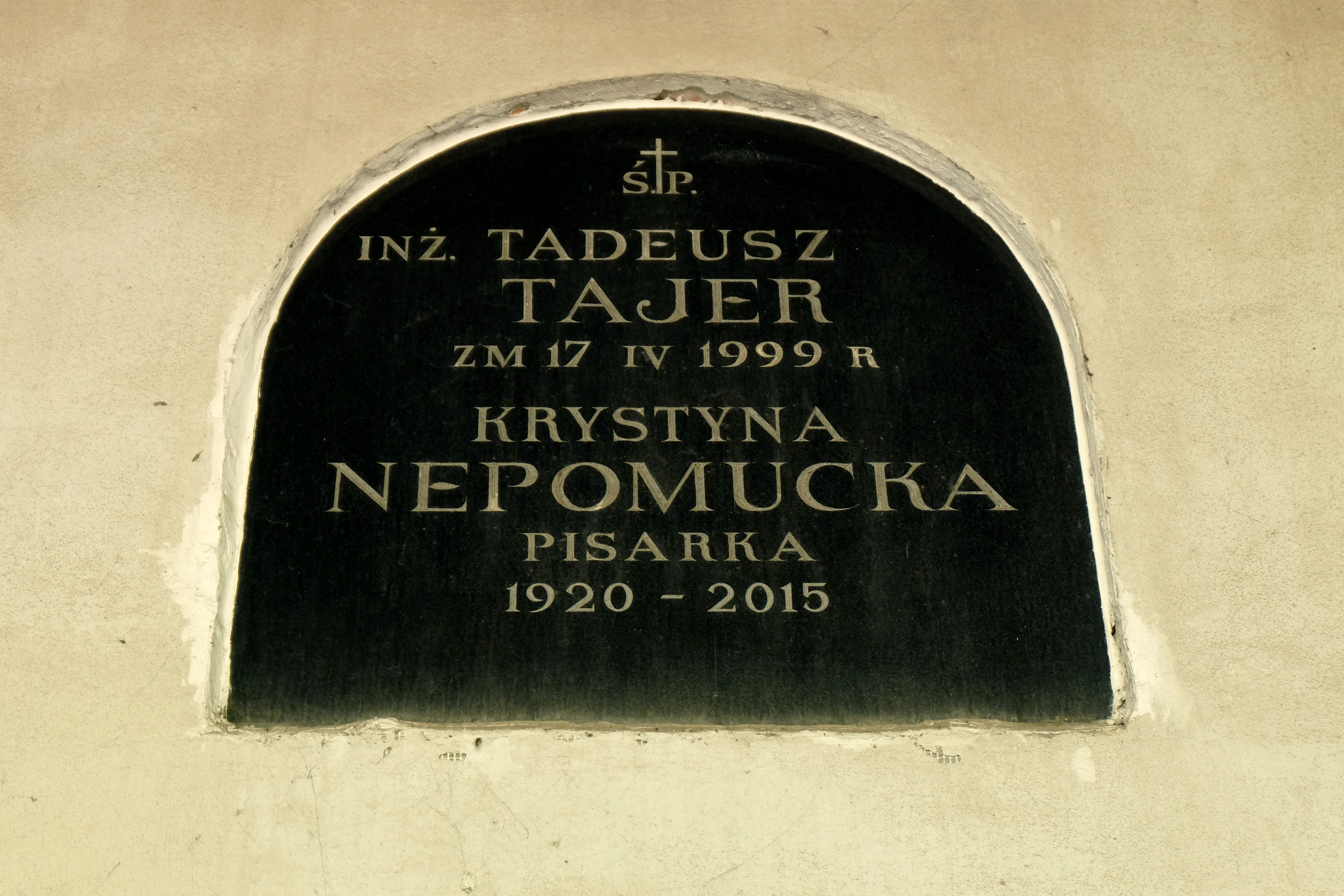
Grób Krystyny Nepomuckiej w katakumbach na cmentarzu Powązkowskim w Warszawie

Studiowała medycynę na Uniwersytecie Warszawskim, prawo na Uniwersytecie Wrocławskim, oraz plastykę w Państwowej Wyższej Szkole Sztuk Plastycznych we Wrocławiu. Jako pisarka zadebiutowała w 1945 roku na łamach prasy górnośląskiej. W 1946 na krótko zamieszkała w Braniewie na Ziemiach Odzyskanych i pracowała jako korespondent Zachodniej Agencji Prasowej. W latach 1947–1949 mieszkała we Wrocławiu, gdzie była redaktorką Zachodniej Agencji Prasowej i Polskiego Radia. W latach 1950–1957 mieszkała w Olsztynie, gdzie pracowała w lokalnej prasie. Od 1957 roku przebywała w Warszawie, gdzie była redaktorką czasopism "Za i przeciw" oraz "Chłopska Droga".
Rozgłos i uznanie przyniosło jej dopiero "Małżeństwo niedoskonałe" (1960), które zapoczątkowało jednocześnie całą sagę powieści. W 1945 roku ukazywało  się na łamach „Wiadomości londyńskich” jako powieść w odcinkach "Romans z Busiem".
Została pochowana w katakumbach na cmentarzu Powązkowskim w Warszawie (rząd 104, grób 3).

## Twórczość
- "Wakacje z Penelopą"
- "Obrączka ze słomy"
- "Sekret Tamaryszka"
- "Tamaryszek w podróży"
- "Krzew tamaryszku"
- "Tamaryszek i tajemnica babuni"
- "Tamaryszek i dwa serca złączone"
- "Motyl z perłą"
- "Nie wierze w powroty"
- "Floryda story"
- "Kotka birmańska"
- "Mydło z łabędziem"
- "Opowieść na bezsenne noce"
- "Ślubny welon"
- "Kotka birmańska", wyd. 2003
- "Cień wspomnień"
- "Moje życie z kosmitą"
- "Serafina i kochankowie"

### Cyklniedoskonałości i doskonałości
- "Małżeństwo niedoskonałe"
- "Rozwód niedoskonały"
- "Samotność niedoskonała"
- "Miłość niedoskonała"
- "Kochanek doskonały"
- "Starość doskonała"